# Mártires de Lübeck

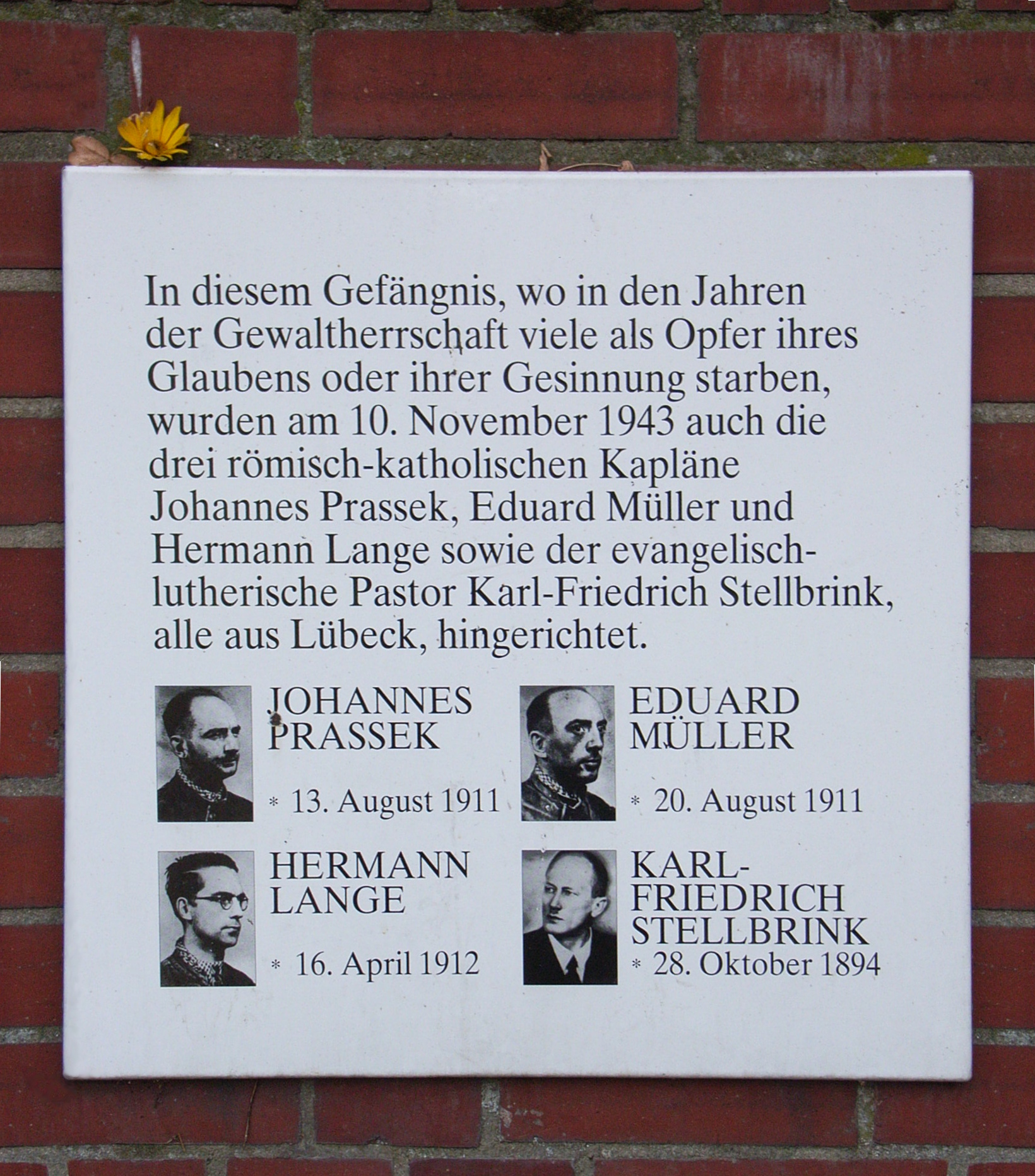
Placa conmemorativa en el muro de la prisión del centro de detención de Hamburgo

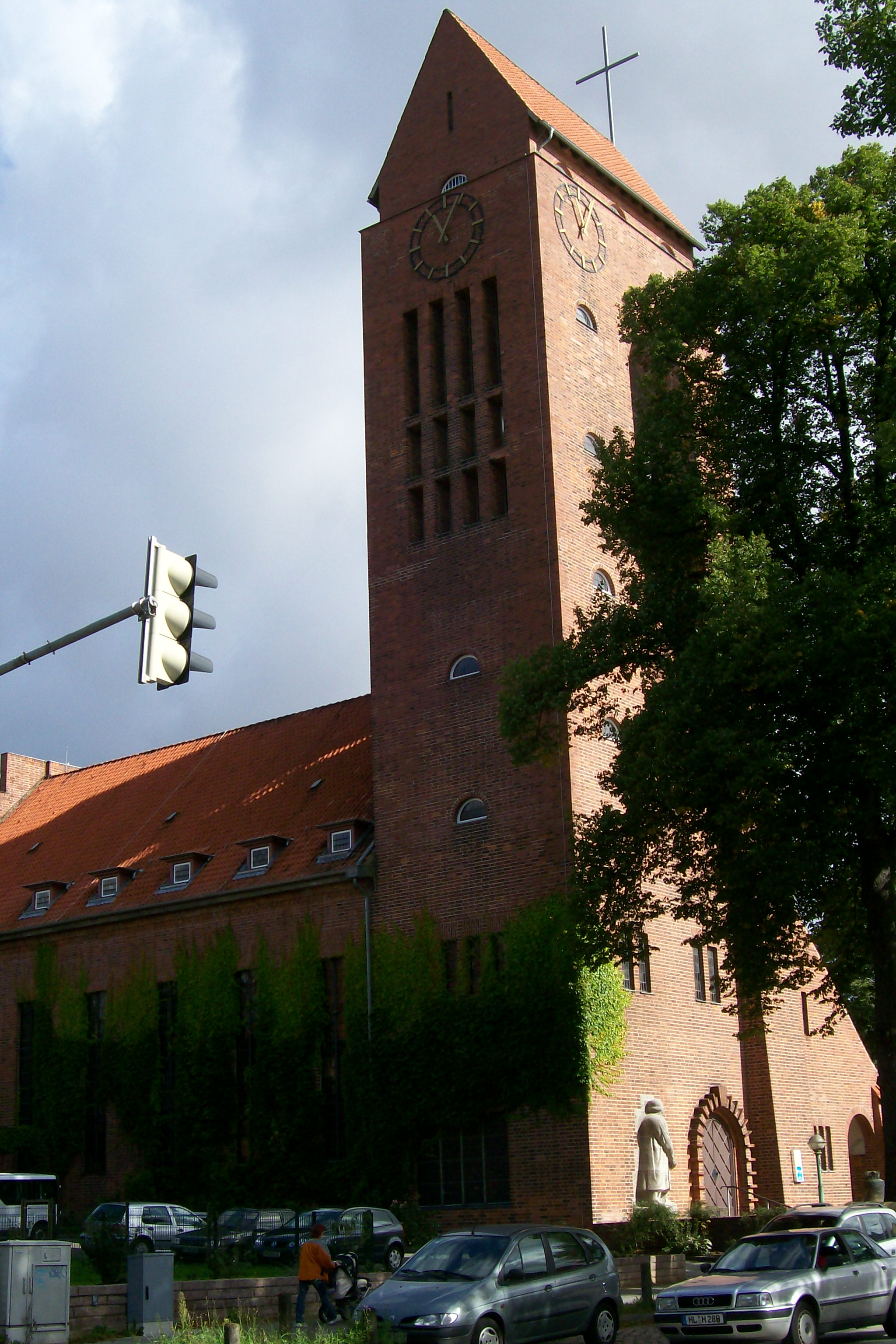
La Lutherkirche, en Lübeck, está dedicada a los tres clérigos católicos y a su colega de la Iglesia Evangélica Luterana Karl Friedrich Stellbrink

Los Mártires de Lübeck fueros tres sacerdotes católicos – Johannes Prassek, Eduard Müller y Hermann Lange - y el pastor luterano Karl Friedrich Stellbrink. Los cuatro fueron decapitados el 10 de noviembre de 1943, con menos de 3 minutos de diferencia uno de otro, en la prisión Holstenglacis de Hamburgo (entonces llamada Untersuchungshaftanstalt Hamburg-Stadt, en español: Centro de detención de la ciudad de Hamburgo). Testigos presenciales informaron de que la sangre de los cuatro clérigos corrió literalmente junta por la guillotina y el suelo. Esto impresionó a sus contemporáneos como un símbolo del carácter ecuménico del trabajo y testimonio de estos hombres. Esta interpretación se ve apoyada por sus últimas cartas desde la cárcel y las declaraciones que hicieron durante su tiempo de sufrimiento, tortura y encarcelamiento. "Somos como hermanos", dijo Hermann Lange.

## Historia
Los sacerdotes católicos trabajaron en la Herz-Jesu Kirche (Iglesia del Sagrado Corazón) en el centro de Lübeck, Prassek como rector, Müller como adscrito y Lange como vicario. Stellbrink era pastor de la iglesia luterana de la ciudad. Los cuatro habían sido amigos cercanos desde 1941, intercambiando información e ideas, y compartiendo sermones, incluidos los de Clemens August Graf von Galen, obispo católico de Münster.
En su homilía del Domingo de Ramos de 1942, Stellbrink había interpretado el ataque aéreo británico sobre Lübeck la noche anterior como el juicio de Dios: "¡Esta noche Dios nos ha hablado con potente voz!". Fue detenido el 7 de abril de 1942, seguido por Prassek el 18 de mayo, Lange el 15 de junio, y Müller el 22 de junio. Además de los clérigos, otros 18 laicos, la mayoría católicos, fueron arrestados, incluyendo a Stephan Pfürtner, que más tarde se convertiría en un teólogo moral.
Un año más tarde, entre el 22 y el 23 de junio de 1943, se llevó a cabo el juicio a los cuatro hombres ante la Sala Segunda del Tribunal del Pueblo, presidido por Wilhelm Crohne,  que había viajado a Lübeck específicamente para la audiencia. Los cuatro fueron condenados a muerte por "traición, infiltración en el ejército, favoritismo hacia el enemigo y escucha de radios enemigas". Algunos de los laicos acusados fueron condenados a largas penas de prisión. El juicio se conoció como el "Juicio de los cristianos de Lübeck", una indicación de la tendencia anticristiana de los procedimientos.
Los clérigos fueron trasladados de inmediato a la prisión Holstenglacis de Hamburgo, que en 1936 se había convertido en el centro regional de ejecución y al que, en 1938, se había añadido un edificio de ejecución donde se había instalado una guillotina con carácter permanente. El obispo católico responsable de los sacerdotes católicos, Wilhelm Berning (Diócesis de Osnabrück) visitó a los sacerdotes en la cárcel y escribió una petición de clemencia, que fue rechazada. El pastor Stellbrink no recibió ningún apoyo de las autoridades de la iglesia de su provincia, y antes de su ejecución fue expulsado de las órdenes sagradas a causa de su condena.

## Honores y beatificación
En el 60 aniversario de las ejecuciones el arzobispo católico de Hamburgo, Werner Thissen, anunció el inicio del proceso de beatificación de los mártires de Lübeck. Al mismo tiempo, el obispo Bärbel Wartenberg-Potter, obispo del distrito de Holstein-Lübeck de la provincia Elba-Norte de la Iglesia Evangélica Luterana, anunció la creación de un grupo ecuménico que trabajase para asegurar un monumento a los cuatro hombres. La beatificación tuvo lugar el 25 de junio de 2011.
La cripta de la Herz-Jesu Kirche y la galería de la Lutherkirche en Lübeck se dedican a la memoria de los cuatro clérigos.